# Овсяница красная
Овсяница красная (лат. Festuca rubra) — вид многолетних травянистых растений рода Овсяница (Festuca) семейства Злаки (Poaceae).

## Распространение и экология
В диком виде произрастает на всей территории Европы, в умеренном климате Азии, на территории США и Канады. Натурализировалось повсеместно. В России распространена в лесной и лесостепной зонах европейской части, в Сибири и на Дальнем Востоке.
Размножается семенами и вегетативно — частями куста, который укореняются в поле на 85 %. Всхожесть семян сохраняется 3—4 года. В год посева растёт сравнительно медленно. Растение озимого типа развития. Весной отрастает рано и быстро формирует зелёную массу. Полного развития достигает на 3-м году. Вегетационный период длится 80—95 дней.
Предпочитает богатые перегноем супесчаные и легкие суглинистые, достаточно влажные почвы. Хорошо растёт на осушенных торфяниках. К почвам менее требовательна, чем райграс пастбищный (Lolium perenne) и мятлик луговой (Poa pratensis). Отрицательно реагирует на засуху и засоление. Выдерживает весенние и осенние заморозки до 5 °С. До 35 дней может выдерживать переувлажнение и затопление почвы весенними паводками. Хорошо отзывается на внесение удобрений.
Из болезней отмечены листовая и стеблевая ржавчина, листовая и твёрдая головня, реже повреждается спорыньей.

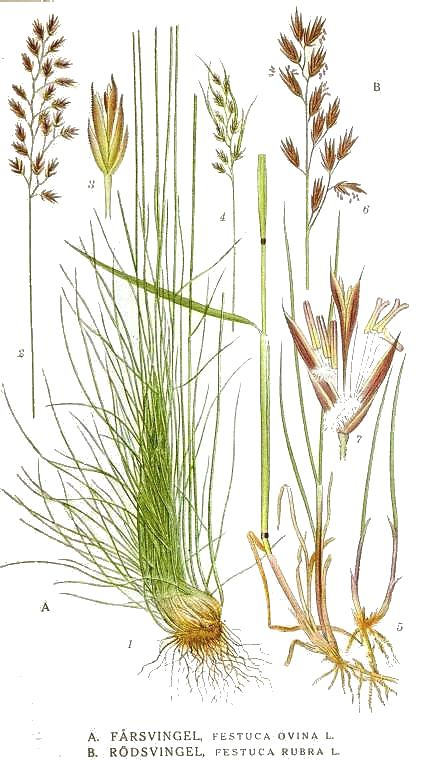
Овсяница овечья (слева) и Овсяница красная (справа).

## Ботаническое описание
Многолетние растения 20—70 см высотой, с ползучими корневищами или почти без них, и тогда образующие довольно густые дерновины. Стебли высотой 60-80 см, прямые или при основании приподнимающиеся, гладкие, реже шероховатые.
Листовые пластинки 0,1—0,3 см шириной, у прикорневых листьев обычно вдоль сложенные, у стеблевых обычно плоские, узколинейные, у основания без ушек.
Метёлки до 10 см длиной, во время цветения более или менее раскидистые, позднее сжатые, с короткими и немного колосковыми веточками. Нижние цветковые чешуи ланцетные, голые или коротко-волосистые, на верхушке переходящие в прямую ость.
Семена шиловидные, удлиненные, буроватые. Масса 1000 семян 1—1,3 грамма.
Цветение в конце весны—в начале лета. Семена созревают в начале июля. Уходит в зиму в зелёном состоянии.

## Химический состав
Зола содержит 0,4—0,81 % кальция, 1,6—3,9 % калия, 0,48—0,77 % фосфора, 0,14—0,41 % магния, 0,05—0,63 % натрия и 0,65—0,87 % хлора.
| Воды (%) | От абсолютного сухого вещества в % | От абсолютного сухого вещества в % | От абсолютного сухого вещества в % | От абсолютного сухого вещества в % | От абсолютного сухого вещества в % |
| Воды (%) | золы                               | протеина                           | жира                               | клетчатки                          | БЭВ                                |
| -------- | ---------------------------------- | ---------------------------------- | ---------------------------------- | ---------------------------------- | ---------------------------------- |
| 15,0     | 5,0                                | 8,2                                | 2,2                                | 32,4                               | 37,2                               |

В начале развития трава содержит 50 мг % каротина, позднее 15—17 мг %.

## Значение и применение
Типичный пастбищный злак. Хорошо отрастает после стравливания, даёт богатую и нежную отаву которая остаётся зелёной всю осень. На пастбище отрастает после 3—4 стравливаний, что больше, чем у мятлика лугового (Poa pratensis). Легко переносит вытаптывание скотом. Для сенокошения мало пригодно, так как основная масса прикорневых листьев и стерильных побегов не захватываться. В травостое держится до 10 лет. До фазы колошения хорошо поедается крупным рогатым скотом, лошадьми и овцами, свиньями. Поедается алтайским маралом (Cervus elaphus sibiricus). По наблюдениям в Кабардино-Балкарии поедается западнокавказским туром (Capra caucasica). Позже фазы колошения поедаются только листья. Хорошо поедается в сене. Считается одним из лучший кормовых растений на равнинах лесной и лесостепной зон Европейской части России и на Крайнем Севере.
В России возделывается 29 сортов овсяницы красной.

## Классификация

### Таксономия
Вид Овсяница красная входит в род Овсяница (Festuca) семейства Злаки (Poaceae) порядка Злакоцветные (Poales).
|  |                                      |  |                                                             |                                                             |                 |  | ещё 17 семейств (согласно Системе APG II) | ещё 17 семейств (согласно Системе APG II) |                      |  |  |  | ещё около 300 видов |
|  |                                      |  |                                                             |                                                             |                 |  | ещё 17 семейств (согласно Системе APG II) | ещё 17 семейств (согласно Системе APG II) |                      |  |  |  | ещё около 300 видов |
|  |                                      |  |                                                             | порядок Злакоцветные                                        |                 |  |                                           |                                           | род Овсяница         |  |  |  |                     |
|  |                                      |  |                                                             | порядок Злакоцветные                                        |                 |  |                                           |                                           | род Овсяница         |  |  |  |                     |
|  | отдел Цветковые, или Покрытосеменные |  |                                                             |                                                             | семейство Злаки |  |                                           |                                           | вид Овсяница красная |  |  |  |                     |
|  | отдел Цветковые, или Покрытосеменные |  |                                                             |                                                             | семейство Злаки |  |                                           |                                           |                      |  |  |  |                     |
|  |                                      |  | ещё 44 порядка цветковых растений (согласно Системе APG II) | ещё 44 порядка цветковых растений (согласно Системе APG II) |                 |  |                                           | ещё около 600 родов                       | ещё около 600 родов  |  |  |  |                     |
|  |                                      |  |                                                             | ещё 44 порядка цветковых растений (согласно Системе APG II) |                 |  |                                           |                                           | ещё около 600 родов  |  |  |  |                     |

### Подвиды
В рамках вида выделяют ряд подвидов:
- Festuca rubra subsp. arctica (Hack.) Govor. — Овсяница арктическая
- Festuca rubra subsp. arenaria (Osbeck) F.Aresch. — Овсяница песчаная
- Festuca rubra subsp. aucta (V.I.Krecz. & Bobr.) Hultén
- Festuca rubra subsp. commutata Gaudin
- Festuca rubra subsp. densiuscula Hack. ex Piper
- Festuca rubra subsp. fallax (Thuill.) Nyman — Овсяница обманчивая
- Festuca rubra subsp. juncea (Hack.) Soó
- Festuca rubra subsp. litoralis (G.Mey.) Auquier
- Festuca rubra subsp. pruinosa (Hack.) Piper
- Festuca rubra subsp. rubra — Овсяница красная
- Festuca rubra subsp. secunda (J.Presl) Pavlick
- Festuca rubra subsp. vallicola (Rydb.) Pavlick